# Justin Barron
Justin Matthew Barron (* 15. November 2001 in Halifax, Nova Scotia) ist ein kanadischer Eishockeyspieler, der seit Dezember 2024 bei den Nashville Predators in der National Hockey League unter Vertrag steht. Mit der kanadischen Nationalmannschaft gewann der Verteidiger die Goldmedaille bei der Weltmeisterschaft 2023.

## Karriere

### Jugend
Justin Barron wurde in Halifax geboren und verbrachte dort seine gesamte Juniorenkarriere. Initial in regionalen Nachwuchsligen, unter anderem bei den Halifax McDonald’s, ehe er zur Saison 2017/18 zu den Halifax Mooseheads in die Ligue de hockey junior majeur du Québec (LHJMQ) wechselte, die ranghöchste Juniorenliga seiner Heimatprovinz. Nachdem man ihn am Ende der Debütsaison 2017/18 ins All-Rookie Team der LHJMQ gewählt hatte, verzeichnete er in der Spielzeit 2018/19 in 68 Spielen 41 Scorerpunkte, während er mit dem Team das Finale der LHJMQ-Playoffs um die Coupe du Président erreichte und dort jedoch den Huskies de Rouyn-Noranda unterlag. Am Memorial Cup 2019 nahm der Verteidiger in der Folge dennoch mit den Mooseheads als Gastgeber teil, wobei man im Endspiel erneut an den Huskies scheiterte. Im weiteren Verlauf wählte ihn die Colorado Avalanche im NHL Entry Draft 2020 an 25. Position aus, bevor ihn Halifax vor Beginn der Spielzeit 2020/21 zum Mannschaftskapitän ernannte. Am Ende seiner vierjährigen Juniorenzeit wählte man ihn nach 31 Punkten aus 33 Partien ins Second All-Star Team der Liga.

### NHL
Im April 2021 stattete die Avalanche ihn mit einem Einstiegsvertrag aus, bevor er wenig später zu seinem Profidebüt bei deren Farmteam kam, den Colorado Eagles aus der American Hockey League (AHL). Dort verbrachte er auch den Großteil der Saison 2021/22, debütierte allerdings im Dezember 2021 auch für die Avalanche in der National Hockey League (NHL). Im März 2022 jedoch wurde er samt einem Zweitrunden-Wahlrecht im NHL Entry Draft 2024 an die Canadiens de Montréal abgegeben, während Colorado Artturi Lehkonen erhielt. Auch die Canadiens setzten ihn vorerst bei den Rocket de Laval in der AHL ein, allerdings etablierte sich der Abwehrspieler in deren NHL-Aufgebot im Verlauf der Spielzeit 2022/23.
Nach etwa zweieinhalb Jahren in Montréal wurde Barron im Dezember 2024 an die Nashville Predators abgegeben, während Alexandre Carrier zu den Canadiens wechselte.

### International
Auf internationaler Ebene debütierte Barron bei der World U-17 Hockey Challenge 2017 und gewann dort mit dem Team Canada Red die Silbermedaille. Im U18-Bereich folgte eine Goldmedaille beim Hlinka Gretzky Cup 2018, während er bei U18-Weltmeisterschaften allerdings keine Berücksichtigung fand. Im weiteren Verlauf vertrat der Verteidiger jedoch die U20-Nationalmannschaft seines Heimatlandes bei der U20-Weltmeisterschaft 2021, wo er mit dem Team eine weitere Silbermedaille gewann. Im Rahmen der Weltmeisterschaft 2023 in Tampere und Riga kam er dann auch zu seinem Einstand für die kanadische A-Nationalmannschaft, wobei er mit der Auswahl die Goldmedaille und somit den Weltmeistertitel errang.

## Erfolge und Auszeichnungen
- 2018 LHJMQ All-Rookie Team
- 2021 LHJMQ Second All-Star Team

### International
- 2017 Silbermedaille bei der World U-17 Hockey Challenge
- 2018 Goldmedaille beim Hlinka Gretzky Cup
- 2021 Silbermedaille bei der U20-Weltmeisterschaft
- 2023 Goldmedaille bei der Weltmeisterschaft

## Karrierestatistik
Stand: Ende der Saison 2024/25

### International
Vertrat Kanada bei:
- World U-17 Hockey Challenge 2017
- Hlinka Gretzky Cup 2018
- U20-Weltmeisterschaft 2022
- Weltmeisterschaft 2023

(Legende zur Spielerstatistik: Sp oder GP = absolvierte Spiele; T oder G = erzielte Tore; V oder A = erzielte Assists; Pkt oder Pts = erzielte Scorerpunkte; SM oder PIM = erhaltene Strafminuten; +/− = Plus/Minus-Bilanz; PP = erzielte Überzahltore; SH = erzielte Unterzahltore; GW = erzielte Siegtore; 1 Play-downs/Relegation; Kursiv: Statistik nicht vollständig)

## Familie
Sein älterer Bruder Morgan Barron (* 1998) schaffte als Eishockeyspieler ebenfalls den Sprung in die NHL.